# Spilosoma atrivenata
Spilosoma atrivenata är en fjärilsart som beskrevs av Rothschild 1933. Spilosoma atrivenata ingår i släktet Spilosoma och familjen björnspinnare. Inga underarter finns listade i Catalogue of Life.